# ブッテンヴィーゼン
ブッテンヴィーゼン (ドイツ語: Buttenwiesen) は、ドイツ連邦共和国バイエルン州シュヴァーベン行政管区のディリンゲン・アン・デア・ドナウ郡に属す町村（以下、本項では便宜上「町」と記述する）である。

## 地理

### 位置
この町はアウクスブルク地方に属す。この町はツーザム川下流域の谷に位置している。

### 自治体の構成
この町は19のゲマインデタイル（村落、集落、開墾地などの小地区）からなる。
ゲマルクング（合併前の旧自治体にあたる地区）は以下の通りである。
- ブッテンヴィーゼン
- フラウエンシュテッテン
- ラウターバッハ
- オーバーテュールハイム
- プファッフェンホーフェン・アン・デア・ツーザム
- ウンターテュールハイム
- ヴォルテルシュテッテン

## 歴史

### 自治体の成立まで
ブッテンヴィーゼン城は、12世紀から13世紀にはエーバーシュタル＝ライゼンスブルク家の所有で、1270年頃にブルガウ辺境伯の所有に移った。ブッテンヴィーゼンは、19世紀初めまでその支配下に置かれた。ブッテンヴィーゼン集落は、オーストリアに属す辺境伯領の上級および下級裁判所（行政を兼ねた）の所在地となった。1805年、プレスブルクの和約により、この村はバイエルン選帝侯領となった。1818年の自治体令により、現在の町域にはブッテンヴィーゼン、フラウエンシュテッテン、ラウターバッハ、オーバーテュールハイム、プファッフェンホーフェン・アン・デア・ツーザム、ウンターテュールハイム、ヴォルテルシュテッテンが自治体として成立した。

### 20世紀
1970年代半ばから、プファッフェンホーフェン・アン・デア・ツーザムに原子力発電所を建設する検討がなされた。この候補地案は、1999年になって閣議決定により棄却された。

### 町村合併
1976年1月1日にオーバーテュールハイムとウンターテュールハイムが合併して新たな自治体テュールハイムが成立した。その2年後、1978年5月1日にフラウエンシュテッテン、ラウターバッハ、プファッフェンホーフェン・アン・デア・ツーザム、テュールハイム、ヴォルテルシュテッテンがブッテンヴィーゼンに合併した。

## 住民

### 人口推移
- 1961: 4493 人[4]
- 1970: 4490 人[4]
- 1987: 4864 人
- 1991: 5058 人
- 1995: 5451 人
- 2000: 5627 人
- 2005: 5757 人
- 2010: 5712 人
- 2015: 5776 人
- 2020: 5988 人
- 2021: 6064 人

1988年から2018年までの間にこの町の人口は4848人から5936人へ、1088人、約 22.4 % 増加した。バイエルン州統計局の人口予測によれば、2039年まで人口はほぼ一定であるが、老人比率は2019年の 29.0 % から 43.7 % まで増加すると予測されている。

## 行政

### 首長
ハンス・カルトナーは2016年に初めてブッテンヴィーゼンの町長に選出された。彼は2022年に再選された。

### 議会
この町の町議会は20議席の議員と町長からなる。

### 財政
2022年のこの町の税収は10,128,000ユーロで、このうち5,011,000ユーロが産業税であった。

### 紋章
図柄: パーーティ・パー・シェブロン。シェブロン内は赤と銀で斜めに6分割されており、中央に先端が尖った金のポールが建つ。上部はさらに左右二分割。向かって左は銀地で端まで届く先広十字。向かって右は銀地に黒い目地の壁。向かって右側に2つの金の金具がついた黒い扉がある。
現在の自治体ブッテンヴィーゼンは、1978年にそれまで独立した町村であったプファッフェンホーフェン・アン・デア・ドナウ、ウンターテュールハイム、フラウエンシュテッテン、ラウターバッハ、オーバーテュールハイム、ヴォルテルシュテッテン、ブッテンヴィーゼンが合併して成立した。紋章中の金のポールはかつてブッテンヴィーゼンに置かれていたブルガウ辺境伯のゲリヒツフォークタイアムト（地方の司法行政機関、代官所）を表している。ブッテンヴィーゼン城は12世紀から13世紀にはエーバースタル＝ライゼンスブルク家の所有であったが、1270年頃にブルガウ辺境伯領となり、19世紀初めまでブッテンヴィーゼンの地方行政機関の統治下に置かれていた。黒い末広十字は町域内に所領を有し、1237年から1250年までラウターバッハの教会法を掌中にしていたドイツ騎士団を意味している。扉(Tür)は、ミンネゼンガーのウルリヒ・フォン・テュールハイム (Thürheim) との語呂合わせになっており、かつてのオーバーテュールハイムおよびウンターテュールハイムの紋章から採られた。
この紋章は1993年に認可された。

## 文化と見どころ

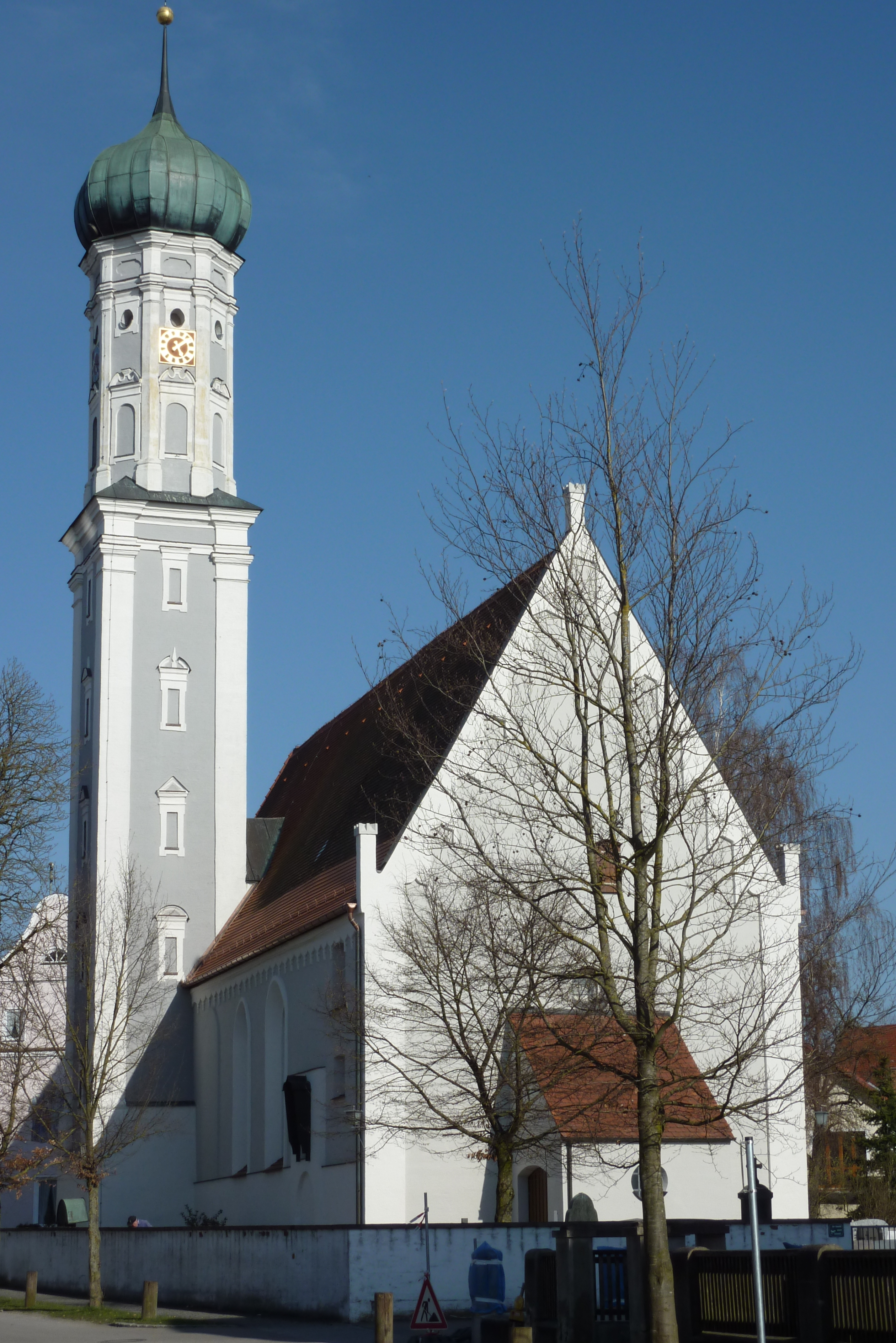
ブッテンヴィーゼンの聖三位一体教会

### 見どころ
- ブッテンヴィーゼンのカトリックの教区教会である聖三位一体教会。
- ブッテンヴィーゼンのシナゴーグ、ユダヤ人墓地、ミクワー。
- フォルダーリートの支教会である聖ヨハネス教会。1400年頃に制作された作者不明の「フォルダーリートの聖母像」がある。
- フラウエンシュテッテンのカトリック教区教会である聖アナ教会。
- ヒンターリートの聖シュテファン礼拝堂。
- ラウターバッハのカトリック教区教会である聖シュテファン教会。1727年/1728年にドイツ騎士団の館として建設された司祭館がある。
- オーバーテュールハイムのカトリック教区教会である聖ニコラウス教会。1596年建造、廃止されたフルテンバッハ修道院から移設されたバロック様式の「十字架の道行き」がある。
- ウンターテュールハイムのカトリック教区教会であるマリアの救済教会。
- テュルレスベルク、ミンネゼンガーのウルリヒ・フォン・テュールハイムの旧居で、その貴族家の城があった。
- プファッフェンホーフェンのツーザム川沿いにある教区教会聖マルティン教会。ヴェソブルンのヨーゼフ・デュムーツァーによって1722年に建設された。
- ヴォルテルシュテッテンのカトリック教区教会である聖ゲオルク教会。
- ブッテンヴィーゼン鉄道愛好会の鉄道車両。旧駅前にあり、木曜日の20時ころに開放されている。

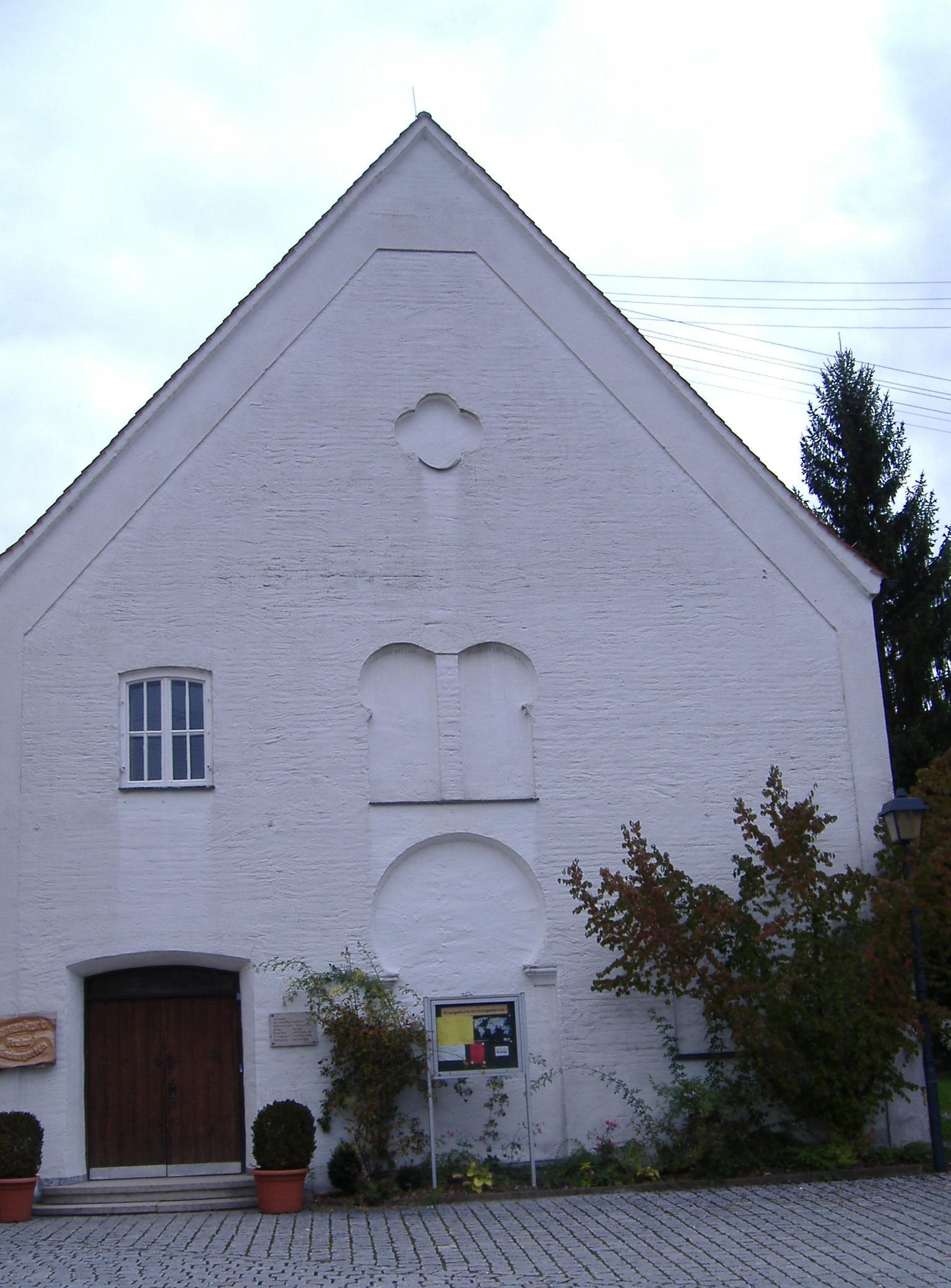
ブッテンヴィーゼンのシナゴーグ
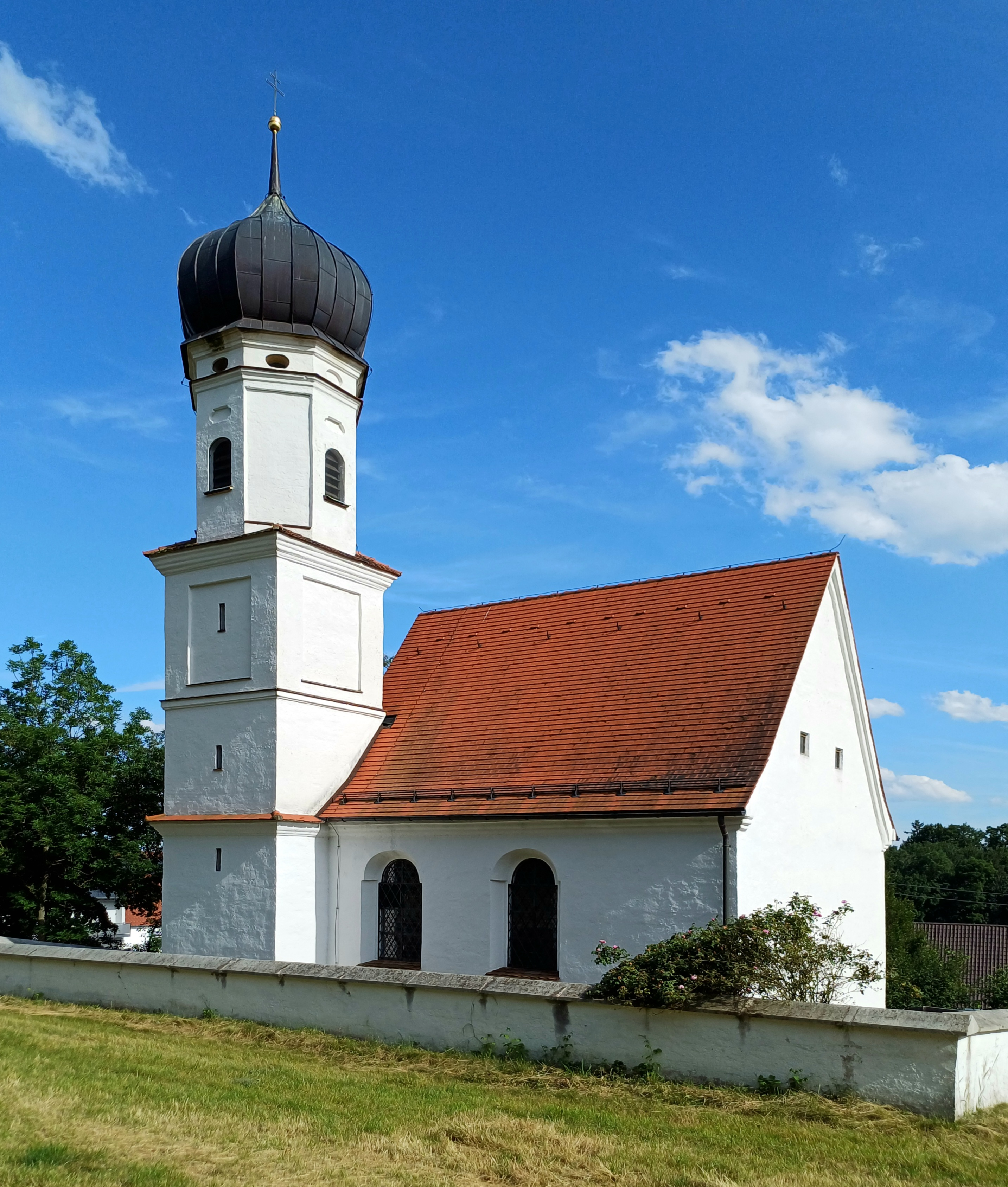
聖ヨハネス教会
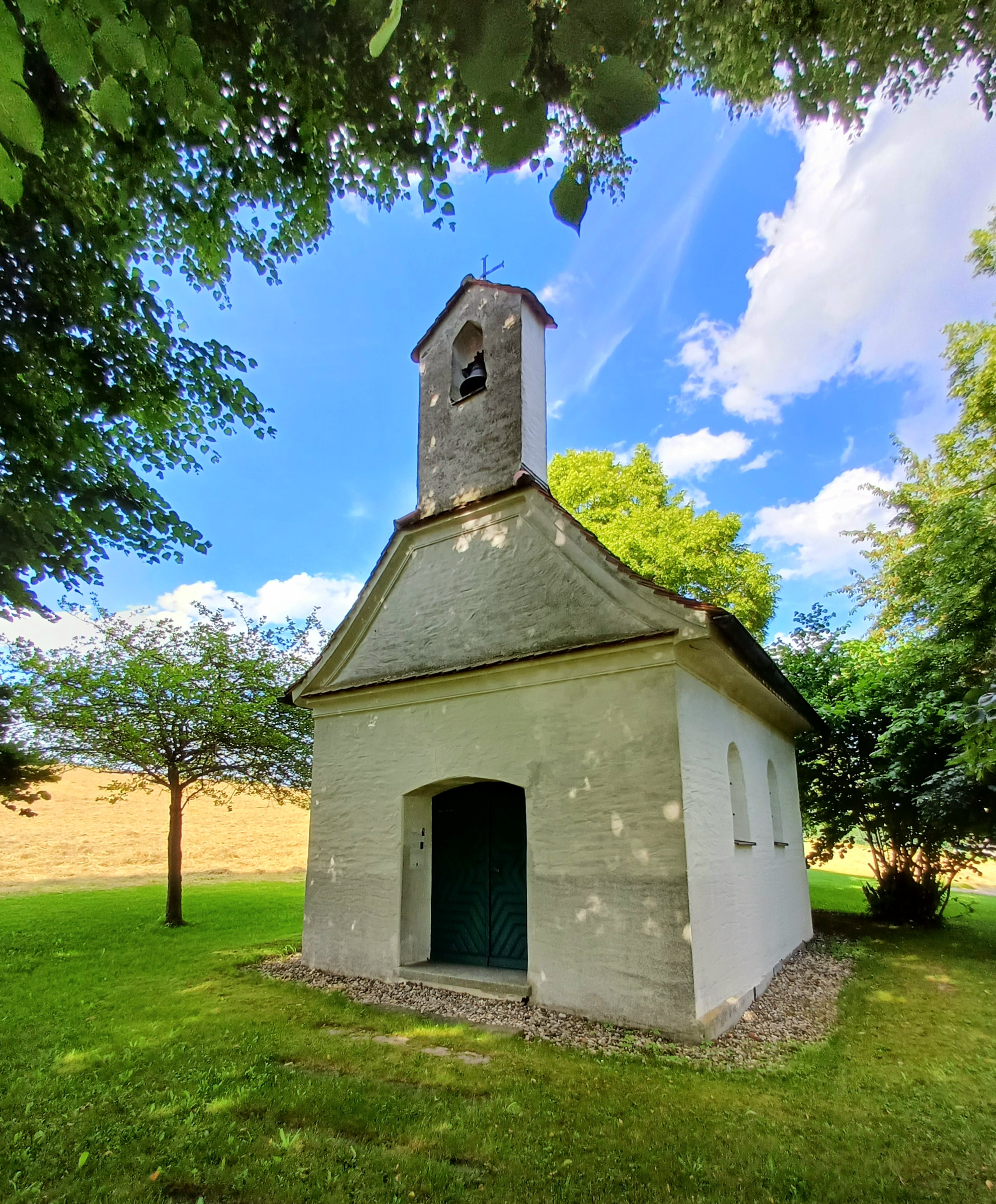
聖シュテファン礼拝堂
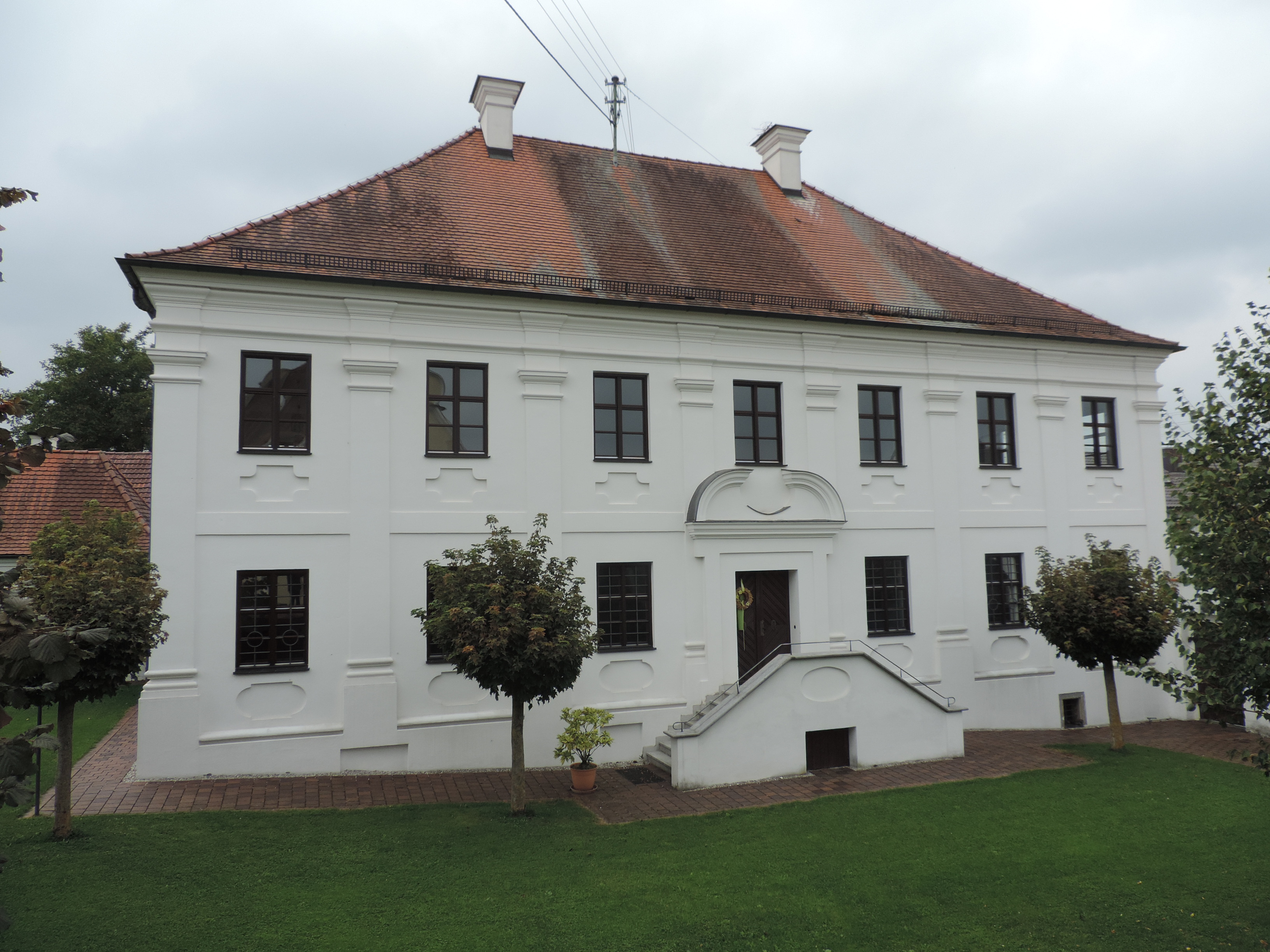
ラウターバッハの司祭館
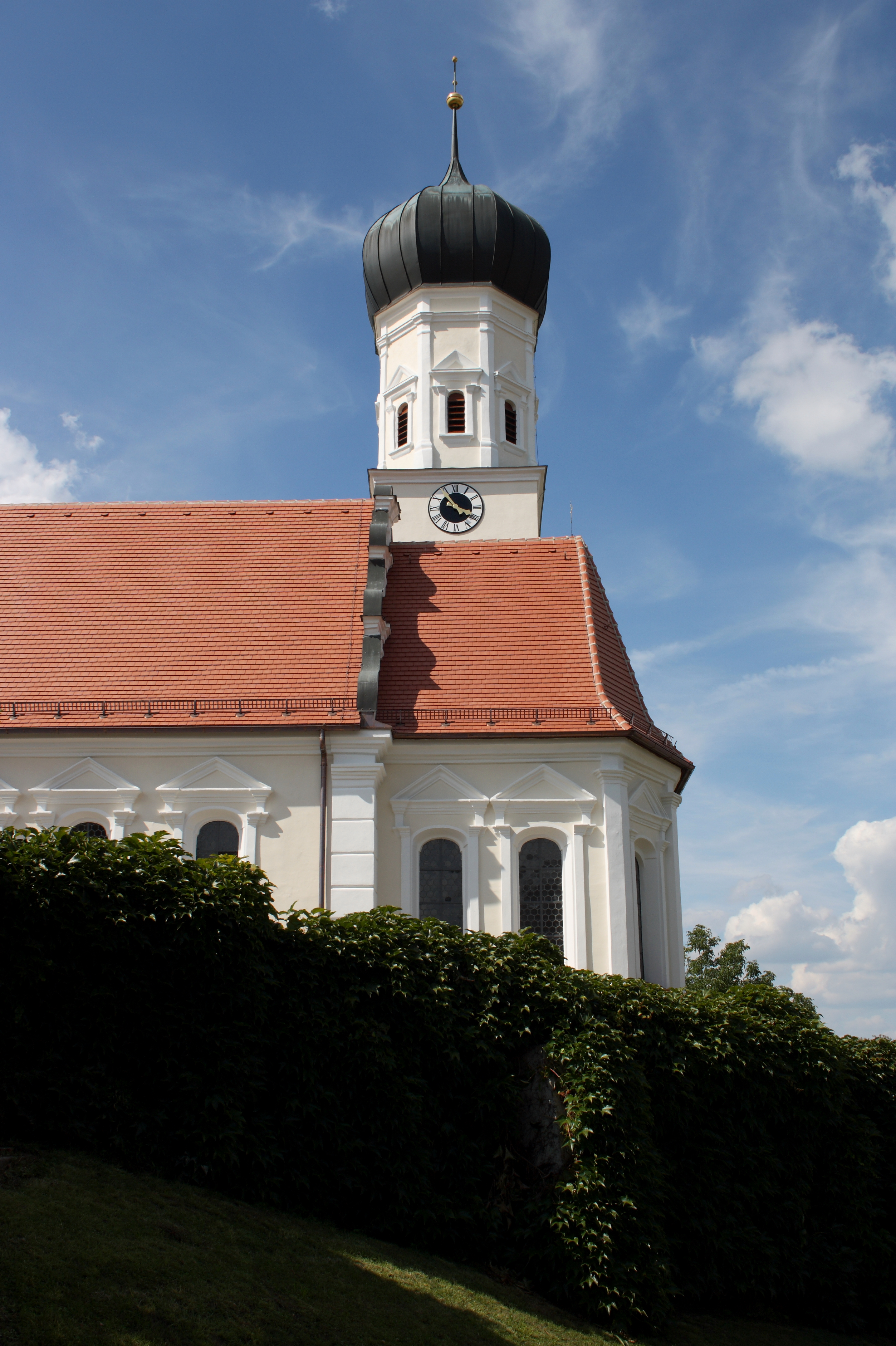
聖ニコラウス教会
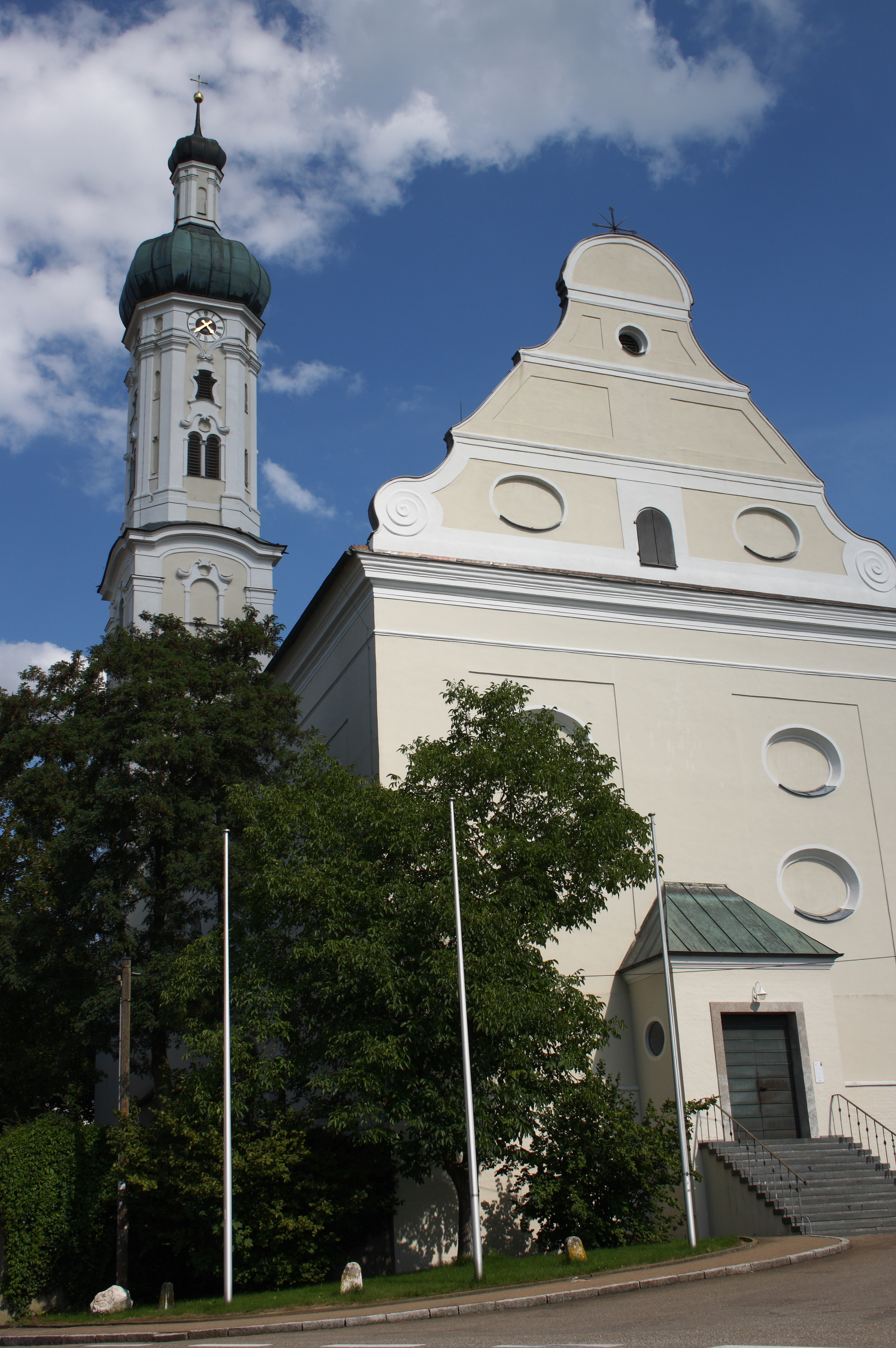
聖マルティン教会
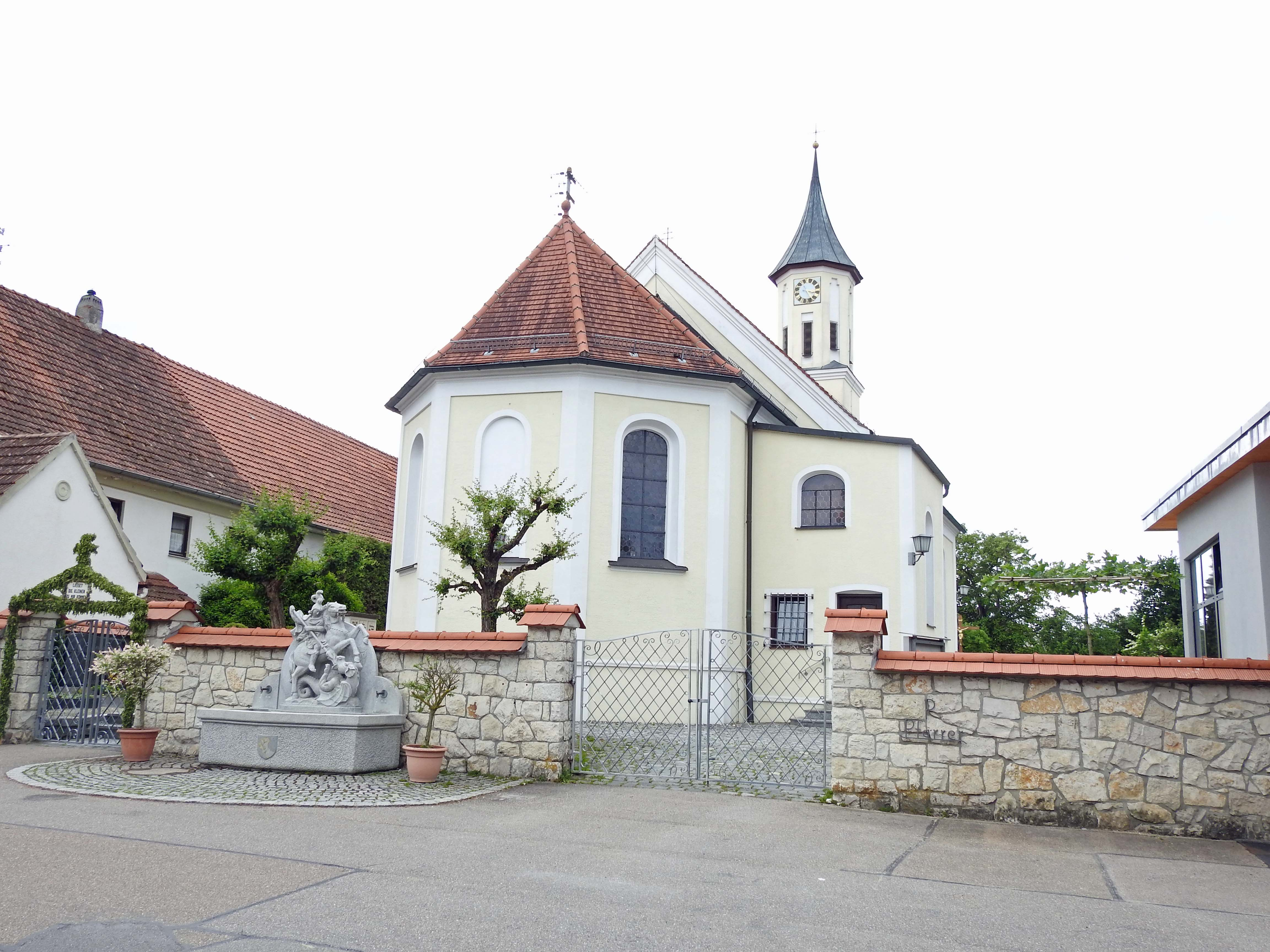
聖ゲオルク教会
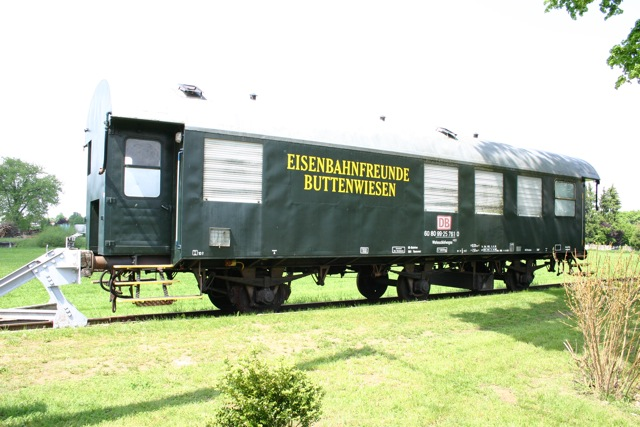
ブッテンヴィーゼン鉄道愛好会の鉄道車両

## 経済と社会資本

### 経済
公式統計によれば、2022年現在ブッテンヴィーゼンには2116人の社会保険支払い義務のある就労者が働いている。このうち756人が商業および交通業に従事している。この町に住む社会保険支払い義務のある就労者は2807人である。したがってこの町から他の市町村へ通勤する就労者は、他の市町村からこの町へ通勤する就労者よりも691人多い。また、2020年、この町には72件の農家があった。3950 ha が農業に利用されており、このうち 7020 ha が耕作地、3246 ha が牧草地である。

### 教育
この町には、2023年現在、以下の施設がある。
- ウルリヒ・フォン・テュールハイム基礎課程学校[15]
- 自由ヴァルドルフ学園[16]
- 児童施設 6施設

### 交通
ブッテンヴィーゼンは、ヴェルティンゲンとドナウヴェルトとを結ぶ州道2027号線沿いにある。ブッテンヴィーゼンの公共近郊交通は、アウクスブルク交通連盟 (AVV) とアウクスブルク地方バス (RBA) が運営している。
| 運行会社 | 路線名 | 行程 | 運航日、頻度                                               |
| -------- | ------ | --- | ---------------------------------------------------------- |
| AVV      | 404    | ノルデンドルフ（ドイツ鉄道に接続） - エーインゲン - ブッテンヴィーゼン - ヴェルティンゲン                                                | 月曜から金曜日、1日5便。土日運休。                         |
| AVV      | 405    | メルティンゲン（ドイツ鉄道に接続） - ブッテンヴィーゼン - フラウエンシュテッテン - ヴェルティンゲン                                      | 月曜日から金曜日、1日14便。土日運休。                      |
| RBA      | RFB    | フラウエンシュテッテン - ブッテンヴィーゼン - ラウターバッハ - ブリントハイム - ヘーヒシュテット・アン・デア・ドナウ（ドイツ鉄道に接続） | デマンドバス。月曜日から金曜日の登下校時。土日、祝日運休。 |

1905年から1998年までブッテンヴィーゼンには鉄道メルティンゲン - ヴェルティンゲン線の駅があった。2020年7月9日のドイツ交通企業連盟 (DVD) のポジションペーパーでこの路線は、テストケースとして再開すべき鉄道路線に指名された。路線番号は5311である。これによりブッテンヴィーゼンが再び鉄道に接続する可能性がある。

### 再生可能エネルギー
町内には、3基の風力発電施設、2つの太陽光発電施設、5つのバイオガス発電施設、3つの水力発電施設があり、すべての公共施設の屋根にソーラーパネルが設置されている。また、バイオマス暖房装置を備えた体育館のコンセプトは賞を得ている。ブッテンヴィーゼンは、2023年に再生可能エネルギー庁から「エネルギー・コミュニティ」の称号を授与された。